# Emanuele Naspetti
Emanuele Naspetti, italijanski dirkač Formule 1, *24. februar 1968, Ancona, Italija.
Emanuele Naspetti je upokojeni italijanski dirkač Formule 1. Debitiral je v sezoni 1992, ko je nastopil na zadnjih petih dirkah sezone in kot najboljši rezultat dosegel enajsto mesto na dirki za Veliko nagrado Portugalske. V sezoni 1993 je nastopil le na dirki za Veliko nagrado Portugalske, kjer je odstopil, kasneje pa ni več nikoli dirkal v Formuli 1.

## Popolni rezultati Formule 1
(legenda) (odebeljene dirke pomenijo najboljši štartni položaj, poševne pa najhitrejši krog, †-uvrščen kljub odstopu)
| Leto | Moštvo       | Šasija      | Motor     | 1   | 2   | 3   | 4   | 5   | 6   | 7   | 8   | 9  | 10  | 11  | 12     | 13      | 14      | 15     | 16      | Prv | Toč |
| ---- | ------------ | ----------- | --------- | --- | --- | --- | --- | --- | --- | --- | --- | -- | --- | --- | ------ | ------- | ------- | ------ | ------- | --- | --- |
| 1992 | March F1     | March CG911 | Ilmor V10 | JAR | MEH | BRA | ŠPA | SMR | MON | KAN | FRA | VB | NEM | MAD | BEL 12 | ITA Ret | POR 11  | JAP 13 | AVS Ret | -   | 0   |
| 1993 | Sasol Jordan | Jordan 193  | Hart V10  | JAR | BRA | EU  | SMR | ŠPA | MON | KAN | FRA | VB | NEM | MAD | BEL    | ITA     | POR Ret | JAP    | AVS     | -   | 0   |